# Gomukhasana
Gomukhasana (en sánscrito: गोमुखासन, AITS: gomukhāsana) o postura de la cara de vaca es una asana sentada del hatha yoga. Es una postura de nivel básico.

## Etimología y origen
La palabra en sánscrito Gomukhasana se compone de tres palabras y significa 'postura de la cara de vaca': 
- Go (en sánscrito: गो, AITS: go), que significa 'vaca'[2]
- Mukha (en sánscrito: मुख, AITS: mukha), que significa 'rostro o boca'[3]
- Asana (en sánscrito: आसन, AITS: āsana), que significa 'postura'[4]

### Origen
La postura de gomukhasana se menciona en el Darshana Upanishad, escrito entre los siglos I antes de la era común y III de la era común, uno de los dieciséis Upanishads más antiguos y de base para la filosofía hindú. En el tercer khanda o capítulo, las nueve asanas mencionadas son las siguientes: Svastikasana, Gomukhasana, Padmasana, Virasana, Simhasana, Baddha konasana, Muktasana, Mayurasana y Sukhasana. En el shloka 3 se describe la postura de la siguiente manera: «si te sientas directamente encima de ambos tobillos, esto es gomukhāsana».
La asana también es mencionada en los siguientes textos antiguos: Hatha-yoga-pradípika, Gheranda-samjita, Haṭha Ratnāvalī, Vasishtha-samjita, Ahirbudhnya-samjita.

## Descripción

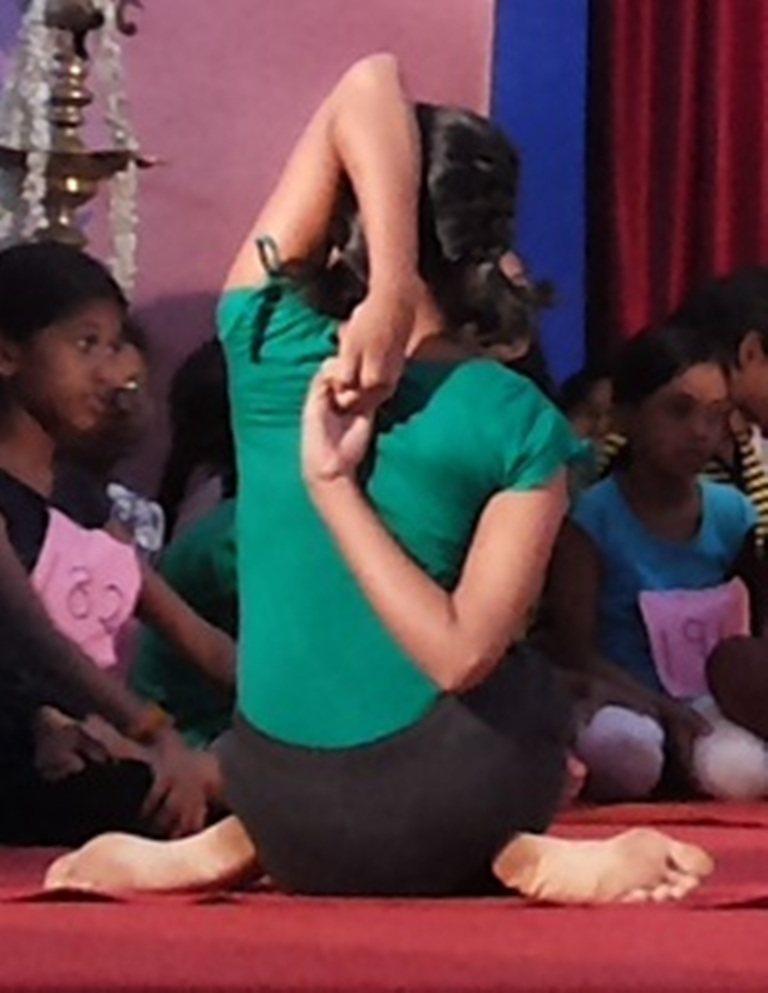
En el Ahirbudhnya Saṃhitā, escrito en el primer milenio de la era común, se describe la postura incluyendo la sujeción de las manos por detrás de la espalda.

Gomukhasana como se explica en el Hatha-yoga-pradípika y Gheranda-samjita, entre otros textos, se describe de la siguiente manera: colocar el talón derecho en el lado izquierdo de la nalga y talón izquierdo en el lado derecho de la nalga para parecerse a la cara de una vaca. No obstante, en la actualidad el asana incluye sujetarse las manos por detrás de la espalda. Muchos consideran esta forma como una modificación de la postura antigua. No obstante, la forma actual de Gomukhasana está descrita en el Ahirbudhnya-samjita; en donde se menciona que uno debe sostener las manos detrás de la espalda.
De acuerdo a Swami Sivananda, esta postura contribuye a brahmacharia y la salud en general. Indica también que el mula bandha sale naturalmente y esta asana es recomendable para el ejercicio de pranayamas.

## Contraindicaciones
Es una postura contraindicada para personas con problemas graves de cuello o hombros. Tampoco es aconsejable hacer esta postura en caso de hemorroides y espondilitis. Esta postura debe evitarse si se tiene una lesión en los músculos, ligamentos, tendones, desgarro muscular o dolor en los muslos.

## Galería de variantes

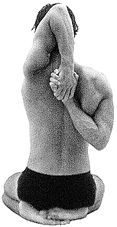
Mahavajra Gomukhasana.
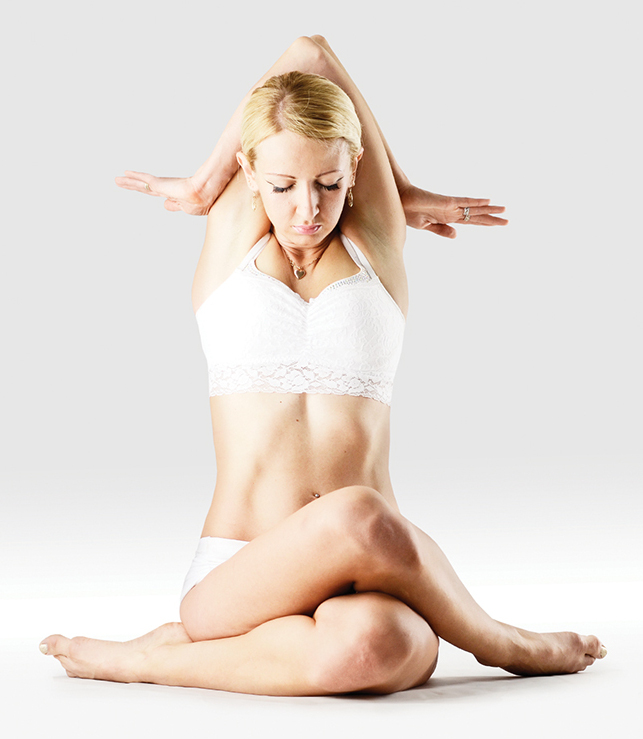
Hasta Gomukhasana.
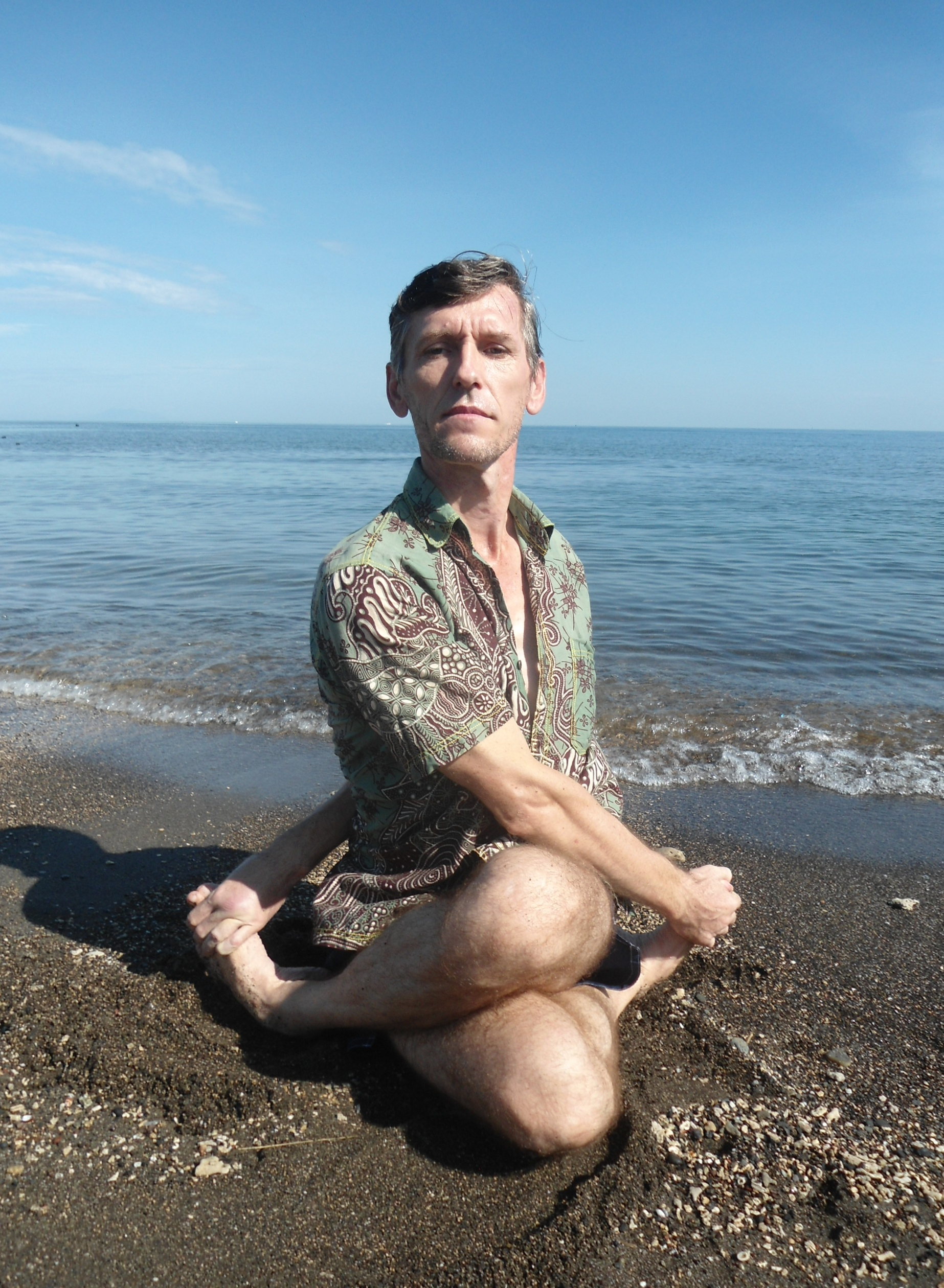
Baddha Gomukhasana.
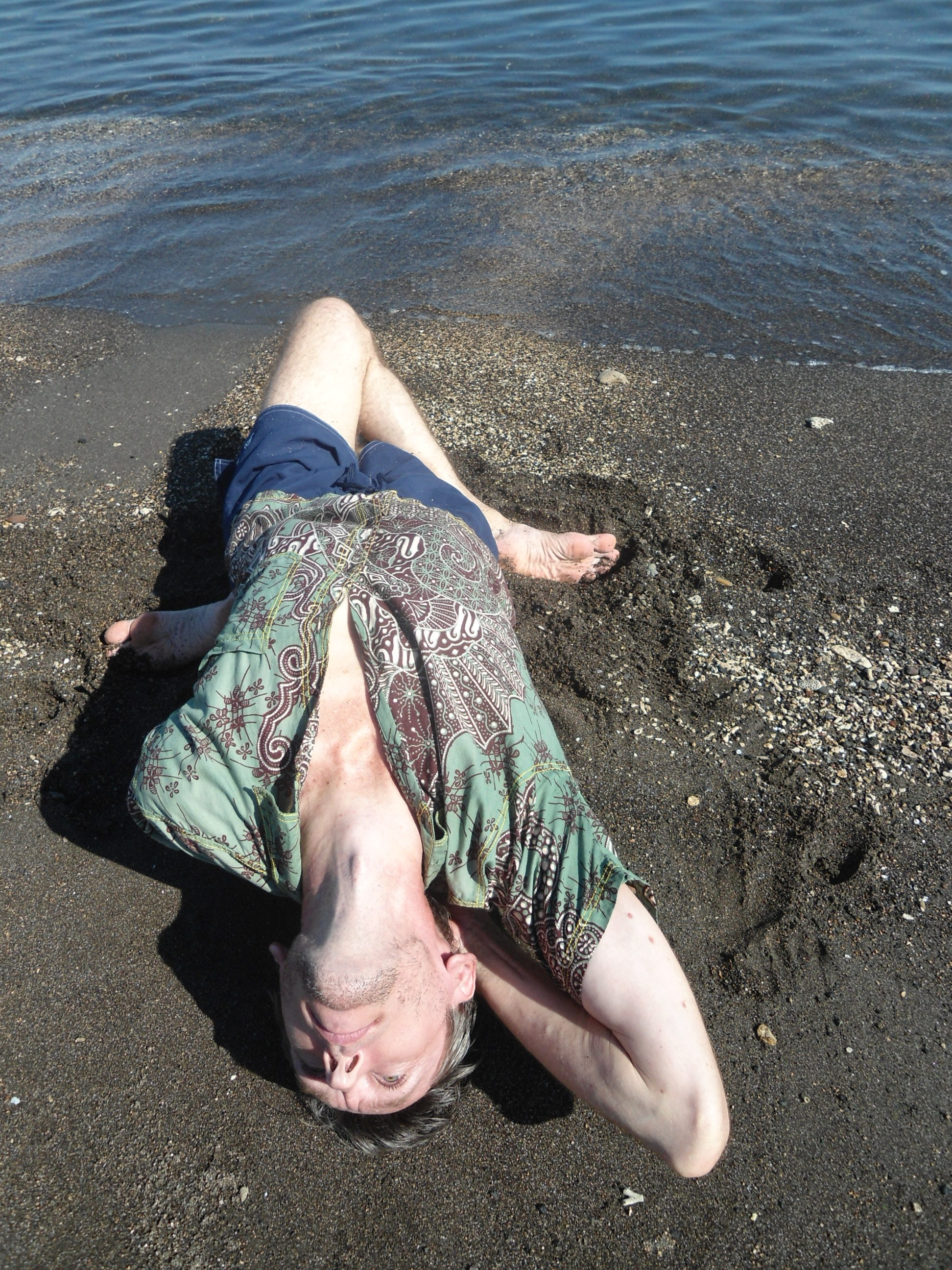
Supta Gomukhasana.